# 米切尔·巴特勒
米切尔·利昂·巴特勒（英語：Mitchell Leon Butler，1970年12月15日—），美国NBA联盟前职业篮球运动员。